# Maré Alta Estelar
Maré Alta Estelar (no original, Startide Rising) é um livro de ficção científica escrito em 1983 por David Brin. Este livro é o segundo passado no Universo Uplift (precedido por Sundiver, seguido por The Uplift War).
Ele conta a saga da espaçonave Streaker, tripulada por golfinhos geneticamente modificados, que fez uma descoberta que pode mudar os conceitos da Civilização das Cinco Galáxias.